# Joseph-Marie de Foras
Joseph-Marie de Foras, italianizzato in Giuseppe De Forax od anche De Foras (Thonon-les-Bains, 7 dicembre 1791 – castello di Thuyset, 24 ottobre 1854), è stato un generale e politico italiano, che durante la fasi iniziali della prima guerra d'indipendenza italiana fu aiutante di campo di re Carlo Alberto, e poi Deputato del Regno di Sardegna nella I legislatura, eletto nel collegio di Thonon.

## Biografia
Nacque a Thonon il 7 dicembre 1791, figlio di Joseph-Amedée (1739-1795), già militare e colonnello comandante dei reparti piemontesi all'assedio di Tolone (18 settembre-18 dicembre 1793), e di Anne de Menthon d'Aviernoz. Il 19 gennaio 1814 si arruolò come sottotenente nei volontari Savoiardi, e dopo la restaurazione, nel maggio 1814 passò con lo stesso grado nel Reggimento di Savoia. Trasferito alla cavalleria, il 3 gennaio 1815 entrò in servizio nel Reggimento dei Dragoni di S. M., e il 19 dicembre dello stesso anno fu promosso tenente. Il 20 gennaio 1819 divenne maresciallo d'alloggio nella 1ª Compagnia delle Guardie del Corpo del Re col grado di maggiore. Il 19 gennaio 1831 divenne cornetta delle Guardie del Corpo di S. M. con l'incarico di aiutante maggiore con il grado effettivo di tenente colonnello di cavalleria. L'8 ottobre 1831 entrò in servizio allo Stato Maggiore Generale, e il 20 marzo 1832 passò alla fanteria nel 1º Reggimento della Brigata Savoia. Fu creato Cavaliere dell'Ordine dei Santi Maurizio e Lazzaro nel 1834, e il 13 dicembre di quell'anno venne promosso colonnello del 1º Reggimento della Brigata Savoia, dove rimase sino al 1842, affiancato nel 1840 dal duca di Savoia Vittorio Emanuele. L'8 aprile 1843 fu promosso maggior generale con incarico di aiutante di campo di S. M. re Carlo Alberto. Partecipò alle fasi iniziali della prima guerra d'indipendenza italiana, e il 24 aprile 1848, dispensato dal servizio venne collocato in congedo con una pensione annuale di 3 300 lire piemontesi. Fu Deputato del Regno di Sardegna nella I legislatura, eletto nel collegio di Thonon, non distinguendosi particolarmente. Si spense presso il castello di Thuyset, a Thonon, il 24 ottobre 1854. Sposato con Nicole-Elisabeth de Saint Réal, la coppia ebbe sei figli. Il secondogenito maschio, Amedée (1830-1889), fu l'autore della colossale opera in quattro volumi Armorial et nobiliaire de l'ancien Duché de Savoie (1863-1900).

### Annotazioni
1. ↑  A proposito del suo ruolo di aiutante di campo il Bortolotti lo definisce quale uomo colto e valoroso, ma senza quella pratica di cose di guerra che deve essere inerente al posto occupato, della stessa opinione fu anche il Pinelli che, giudicandolo insieme ad altri generali, lo descrive così […] aiutante di campo del re, diede talora prove di valore […] ma in generale era per cognizioni militari al di sotto dell'elevato suo grado.

### Fonti
1. 1 2 3 4  Di Pietrantonio 2020, p. 65.
2. 1 2  (FR) Amédée de Foras, Armorial et nobiliaire de l'ancien duché de Savoie, vol. 2, Grenoble, Allier Frères, 1863-1910,  pp. 407-422. URL consultato il 24 dicembre 2021.
3. 1 2 3 4  Lo Faso di Serradifalco 2016, p. 199.
4. 1 2 3 4 5  Di Pietrantonio 2020, p. 66.
5. ↑  Sarti 1896, p. 358.